# Gypsophila huashanensis
Gypsophila huashanensis är en nejlikväxtart som beskrevs av Y.W. Tsui och D.Q. Lu. Gypsophila huashanensis ingår i släktet slöjor, och familjen nejlikväxter. Inga underarter finns listade i Catalogue of Life.